# Asesinatos de mochileros
Los asesinatos de mochileros se refiere a una serie de asesinatos que tuvieron lugar en Nueva Gales del Sur (Australia) entre 1989 y 1993, cometidos por Ivan Milat. Los cuerpos de siete jóvenes desaparecidos de entre 19 y 22 años fueron descubiertos parcialmente enterrados en el bosque estatal de Belanglo, a 15 kilómetros al suroeste de la ciudad de Berrima. Cinco de las víctimas eran mochileros extranjeros (tres alemanes y dos británicos) y dos eran australianos de Melbourne. Milat fue condenado por los asesinatos el 27 de julio de 1996 y condenado a siete cadenas perpetuas consecutivas, así como a 18 años sin libertad condicional. Murió en prisión el 27 de octubre de 2019, sin haber confesado nunca los asesinatos por los que fue condenado.

## Asesinatos

### Trasfondo
Hasta mediados de la década de 1990, hacer autostop en Australia se consideraba un medio de viaje aventurero y económico, si no completamente seguro. Sin embargo, casos de personas desaparecidas australianas sin resolver, como el de Trudie Adams (1978), Tony Jones (1982), Naoko Onda (1987) y Anna Rosa Liva (1991) llevaron a quienes todavía hacían autostop a empezar a viajar en pareja por seguridad.
En el momento de los primeros descubrimientos del bosque estatal de Belanglo, otros mochileros también habían desaparecido. Un caso involucró a una joven pareja victoriana de Frankston, Deborah Everist (19) y James Gibson (19), que habían estado desaparecidos desde que salieron de Sídney para asistir al ConFest, cerca de Albury, el 30 de diciembre de 1989. Otro caso relacionado era Simone Schmidl (21), de Alemania, desaparecida desde que partió de Sídney hacia Melbourne el 20 de enero de 1991. Asimismo, una pareja alemana, Gabor Neugebauer (21) y Anja Habschied (20), habían desaparecido después de dejar un albergue de Kings Cross para ir hacia Mildura el 26 de diciembre de 1991. Otro episodio involucró a las mochileras británicas desaparecidas Caroline Clarke (21) y Joanne Walters (22), quienes fueron vistas por última vez en Kings Cross (un vecindario de Sydeny) el 18 de abril de 1992.

### Primera y segunda víctimas

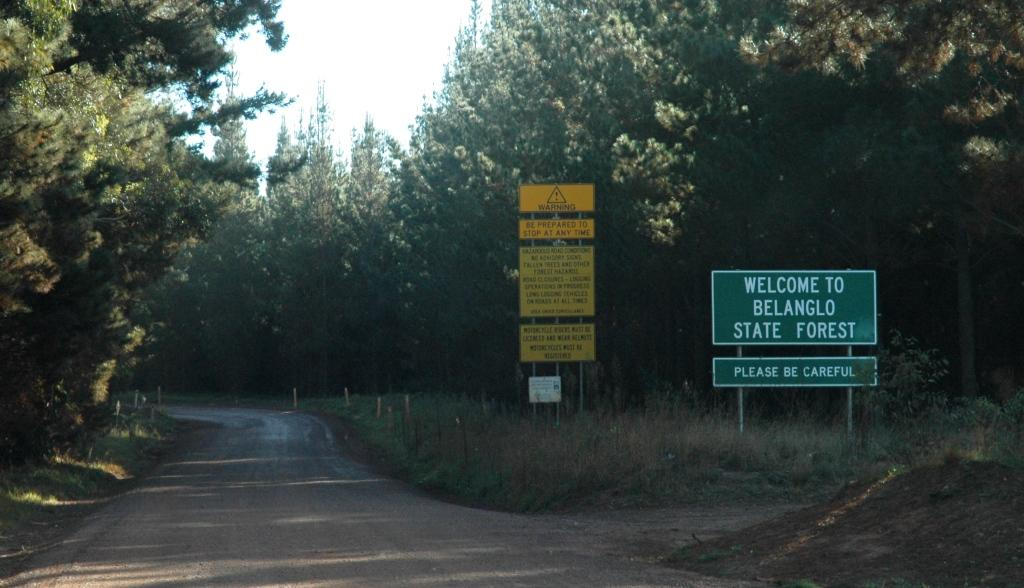
Cartel indicativo a la entrada de Belanglo.

El 19 de septiembre de 1992, dos corredores descubrieron un cadáver oculto mientras realizaban ejercicios de orientación en Belanglo. A la mañana siguiente, la policía descubrió un segundo cuerpo a 30 metros del primero. La policía confirmó rápidamente, a través de registros dentales, que los cuerpos eran los de Clarke y Walters. Walters había sido apuñalada 14 veces; cuatro veces en el pecho, una en el cuello y nueve veces en la espalda que la habrían paralizado. Clarke había recibido 10 disparos en la cabeza en el lugar del entierro, y la policía cree que la habían utilizado para la práctica de tiro. Después de una búsqueda exhaustiva en el bosque, los investigadores descartaron la posibilidad de nuevos descubrimientos dentro del espacio del recinto de Belanglo.

### Tercera y cuarta víctimas
En octubre de 1993, un lugareño que buscaba leña descubrió huesos en una sección particularmente remota del bosque. Regresó con la policía a la escena donde dos cuerpos fueron rápidamente descubiertos y luego identificados como Gibson y Everist. El esqueleto de Gibson, encontrado en posición fetal, mostraba ocho puñaladas. Un cuchillo grande le atravesó la parte superior de la columna y le causó parálisis, y las puñaladas en la espalda y el pecho le habrían perforado el corazón y los pulmones. Everist había sido brutalmente golpeada; su cráneo estaba fracturado en dos lugares, su mandíbula estaba rota y tenía marcas de cuchillo en la frente. La habían apuñalado una vez por la espalda. La presencia del cuerpo de Gibson en Belanglo desconcertó a los investigadores, ya que su cámara de fotos había sido descubierta anteriormente el 31 de diciembre de 1989, y su mochila más tarde el 13 de marzo de 1990, al costado de la carretera en Galston Gorge, en los suburbios del norte de Sídney, a más de 120 kilómetros al norte del lugar.

### Quinta, sexta y séptima víctimas
El 1 de noviembre de 1993, se encontró un esqueleto en un claro junto a un sendero de incendios en el bosque durante una redada policial. Más tarde fue identificado como el de Schmidl, y tenía al menos ocho puñaladas: dos le habían seccionado la columna y otras le habían perforado el corazón y los pulmones. La ropa que se encontró en la escena no era de Schmidl, pero coincidía con la de otra mochilera desaparecida, Habschied. Los cuerpos de Habschied y Neugebauer fueron encontrados luego en un rastro de fuego cercano, el 4 de noviembre de 1993, en fosas poco profundas separadas por 50 metros. Habschied había sido decapitada y, a pesar de una búsqueda exhaustiva, nunca se encontró su cráneo. Neugebauer había recibido seis disparos en la cabeza.
Hubo evidencia de que algunas de las víctimas no murieron instantáneamente a causa de sus heridas.

### Búsqueda de un asesino en serie
En respuesta a los hallazgos, el 14 de octubre de 1993, la Policía de Nueva Gales del Sur creó la Task Force Air, que incluye a más de 20 detectives y analistas. El 5 de noviembre de 1993, el gobierno de Nueva Gales del Sur aumentó la recompensa en relación con los asesinatos en serie de Belanglo a 500 000 dólares australianos. También se dieron advertencias públicas, especialmente dirigidas a mochileros internacionales, para evitar hacer autostop a lo largo de la autopista Hume. Después de desarrollar su perfil del asesino, la policía enfrentó un enorme volumen de datos de numerosas fuentes. Los investigadores aplicaron la tecnología de análisis de enlaces a las autoridades de tráfico y carreteras, registros de vehículos, membresías de gimnasios, licencias de armas y registros policiales internos. Como resultado, la lista de sospechosos se redujo progresivamente a una lista corta de 230, luego a una lista aún más corta de 32.
Hubo aspectos similares en todos los asesinatos. Cada uno de los cadáveres había sido arrojado en una zona boscosa remota y cubierto por una pirámide de palos y helechos. El estudio forense determinó que cada uno había sufrido múltiples puñaladas en el torso y muchos mostraban signos de agresión sexual. El asesino, probablemente un lugareño con un 4WD, evidentemente se contuvo y pasó un tiempo considerable con las víctimas tanto durante como después de los asesinatos, ya que se descubrieron campamentos cerca de la ubicación de cada cuerpo. La combinación de balas del calibre .22, casquillos de proyectil y cajas de cartuchos de dos armas también relacionó las escenas del crimen. Se especuló que los crímenes fueran obra de varios asesinos, dado que la mayoría de las víctimas habían sido atacadas mientras estaban en parejas, habían sido asesinadas de diferentes formas y enterradas por separado.
El 13 de noviembre de 1993, la policía recibió una llamada de Paul Onions (24) en el Reino Unido. El 25 de enero de 1990, Onions había estado viajando con mochila en Australia y, mientras hacía autostop desde la estación de Liverpool hacia Mildura, había aceptado que un hombre lo llevara al sur de Casula, al que solo conoció como "Bill". Al sur de la ciudad de Mittagong, y a menos de 1 km del bosque estatal de Belanglo, Bill se detuvo y sacó un revólver y algunas cuerdas indicando que era un robo, momento en el que Onions logró huir mientras Bill lo perseguía y disparaba contra él. Onions pudo parar a Joanne Berry, una automovilista que pasaba, y juntos se apresuraron a comisaría y describieron al agresor y su vehículo a la policía. El 13 de abril de 1994, los detectives volvieron a encontrar la nota sobre la llamada de Onions y buscaron el informe original de la policía de Bowral, pero no estaba. Afortunadamente, un alguacil había anotado los detalles en su cuaderno. La declaración de Onions fue corroborada por Berry, quien también se había puesto en contacto con el equipo de investigación, junto con la novia de un hombre que trabajaba con Ivan Milat, quien pensó que debía ser interrogado sobre el caso.

## Arresto y juicio
El 26 de febrero de 1994, comenzó la vigilancia policial de la casa Milat en Cinnabar Street, Eagle Vale, un suburbio de Sídney. La policía se enteró de que Milat había vendido recientemente su Nissan Patrol de tracción en las cuatro ruedas plateado poco después del descubrimiento de los cuerpos de Clarke y Walters. La policía también confirmó que Milat no había estado trabajando en ninguno de los días de los ataques y conocidos también le dijeron a la policía sobre la obsesión de Milat con las armas. El hermano de Milat, Bill, de quien solía utilizar su identidad para el trabajo o el registro de vehículos, fue interrogado por los investigadores. Cuando se estableció la conexión entre los asesinatos de Belanglo y la experiencia de Onions, Onions voló a Australia para ayudar con la investigación. El 5 de mayo de 1994, Onions identificó positivamente a Milat como el hombre que lo había recogido y había intentado agredirlo.
Milat fue detenido en su casa el 22 de mayo de 1994 por robo y cargos de armas relacionados con el ataque de Onions después de que 50 agentes de policía rodearon la residencia, incluidos agentes fuertemente armados de la Unidad de Operaciones Tácticas. El registro de la casa de Milat reveló varias armas, incluido un rifle Anschütz Modelo 1441/42 calibre .22 y partes de un rifle Ruger 10/22 calibre .22 que coincidía con el tipo utilizado en los asesinatos, una pistola Browning y un cuchillo Bowie. También se descubrieron divisas, ropa, una tienda de campaña, sacos de dormir, equipo de campamento y cámaras de fotos de varias de sus víctimas. Las casas de su madre y cinco de sus hermanos también fueron registradas al mismo tiempo por más de 300 policías, descubriendo un total de 24 armas, 250 kg de municiones y varios artículos más pertenecientes a las víctimas.
Milat compareció ante el tribunal el 23 de mayo, pero no se declaró culpable. El 31 de mayo, Milat también fue acusado de los siete asesinatos de mochileros. El 28 de junio, Milat despidió a su abogado defensor, Marsden, y solicitó asistencia jurídica para pagar su defensa. Mientras tanto, sus hermanos Richard y Walter fueron juzgados en relación con armas, drogas y artículos robados encontrados en sus propiedades. La audiencia de detención de Milat sobre los asesinatos comenzó el 24 de octubre y duró hasta el 12 de diciembre, durante la cual comparecieron más de 200 testigos. Con base en las pruebas, a principios de febrero de 1995 Milat estuvo en prisión preventiva hasta junio de ese mismo año.
El 26 de marzo de 1996, el juicio se inició en el Tribunal Supremo de Nueva Gales del Sur y fue procesado por Mark Tedeschi. Su defensa argumentó que, a pesar de la evidencia, no había pruebas no circunstanciales de que Milat fuera culpable y trató de echar la culpa a otros miembros de su familia, particularmente a Richard. 145 testigos subieron al estrado, incluidos miembros de la familia Milat que se esforzaron por proporcionar coartadas y, el 18 de junio, el propio Milat. El 27 de julio de 1996, después de 18 semanas de testimonio, un jurado declaró a Milat culpable de los asesinatos. Fue condenado a cadena perpetua sin posibilidad de libertad condicional. También fue condenado por el intento de homicidio, falso encarcelamiento y robo de Onions, por lo que recibió seis años de cárcel por cada uno.

## Desarrollo del caso y pesquisas
La policía sostiene que Milat podría haber estado involucrado en más ataques o asesinatos que los siete por los que fue condenado. Sobre la base de las similitudes, los ejemplos incluían los casos de Keren Rowland (20 años, desaparecido el 26 de febrero de 1971, su cuerpo encontrado en la plantación de pinos Fairbairn en mayo de 1971), Peter Letcher (de 18 años, desaparecido en noviembre de 1987, encontrado en el bosque estatal de Jenolan en 1988), y Dianne Pennacchio (de 29 años, desaparecida el 6 de septiembre de 1991 y encontrada en Tallaganda en noviembre de 1991). Además, dada la posibilidad de un cómplice, Estos casos de asesinato se mantienen abiertos. El 18 de julio de 2005, el ex abogado de Milat, Marsden, hizo una declaración en el lecho de muerte en la que afirmó que Milat había sido ayudado por su hermana, Shirley Soire (1946-2003), en el asesinato de las dos mochileras británicas.
En 2001, Milat recibió la orden de declarar en una investigación sobre las desapariciones en el área de Newcastle de otras tres mochileras (Leanne Goodall, de 20 años, desapareció el 30 de diciembre de 1978; Robyn Hickie, de 18, desapareció el 7 de abril de 1979; Amanda Robinson, de 14, desaparecida el 21 de abril de 1979). Otro caso frío relacionado era el de Gordana Kotevski (16) quien desapareció en 1994. Si bien Milat se encontraba trabajando en la zona en el momento de los crímenes, no se ha presentado ningún caso en su contra debido a falta de pruebas. En 2003 se iniciaron investigaciones similares en relación con la desaparición de dos enfermeras y nuevamente en 2005, en relación con la desaparición de la autoestopista Annette Briffa, pero no se formularon cargos.
En 2010, en una entrevista con los medios, Onions describió cómo aceptó, pero no usó, una recompensa de 200 000 dólares otorgada por su participación en la condena de Milat.

## En los medios de comunicación
El caso ha sido ampliamente cubierto en los medios de Australia y ganó notoriedad en todo el mundo. El 8 de noviembre de 2004, Milat concedió una entrevista televisada en Australian Story, en la que negó que algún miembro de su familia hubiera estado implicado en los siete asesinatos. En marzo de 2017, el caso fue cubierto por los podcasts criminales australianos Felon True Crime, y en marzo de 2019, Casefile: True Crime Podcast comenzó a transmitir una serie de cinco partes sobre los crímenes de Belanglo. El día que Milat murió en 2019, The Daily Telegraph lanzó un podcast de 4 partes llamado "Monster Trial", que volvió a promulgar el juicio de 1996 de Milat.